# Cohors III Augusta Cyrenaica

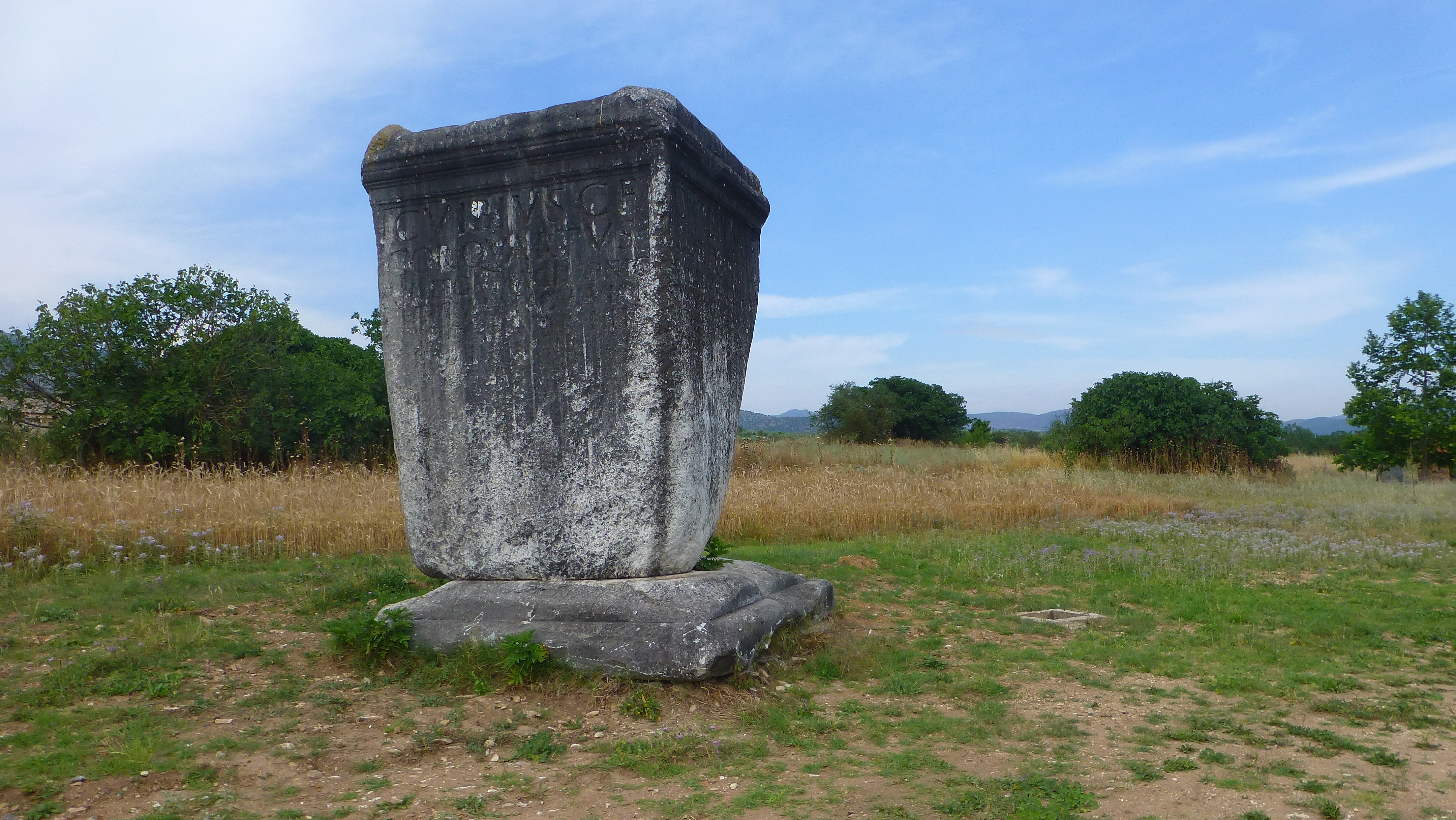
Die Inschrift des Gaius Vibius Quartus

Die Cohors III Augusta Cyrenaica [sagittariorum oder sagittaria] [equitata] (deutsch 3. Kohorte die Augusteische aus der Cyrenaica [der Bogenschützen] [teilberitten]) war eine römische Auxiliareinheit. Sie ist durch ein Militärdiplom und Inschriften belegt.

## Namensbestandteile
- Cohors: Die Kohorte war eine Infanterieeinheit der Auxiliartruppen in der römischen Armee.

- III: Die römische Zahl steht für die Ordnungszahl die dritte (lateinisch tertia). Daher wird der Name dieser Militäreinheit als Cohors tertia .. ausgesprochen.

- Augusta: die Augusteische. Die Ehrenbezeichnung bezieht sich auf Augustus; die Einheit wurde entweder während der Regierungszeit von Augustus aufgestellt oder der Titel wurde später honoris causa verliehen.[1]

- Cyrenaica: aus der Cyrenaica. Die Soldaten der Kohorte wurden bei Aufstellung der Einheit auf dem Gebiet der Cyrenaica innerhalb der römischen Provinz Creta et Cyrene rekrutiert.

- sagittariorum oder sagittaria: der Bogenschützen. Der Zusatz kommt in der Inschrift (AE 1896, 10) vor.

- equitata: teilberitten. Die Einheit war möglicherweise ein gemischter Verband aus Infanterie und Kavallerie.[A 1]

Da es keine Hinweise auf den Namenszusatz milliaria (1000 Mann) gibt, war die Einheit entweder eine reine Infanterie-Kohorte, eine Cohors (quingenaria) peditata, mit einer Sollstärke von 480 Mann oder eine Cohors (quingenaria) equitata mit einer Sollstärke von 600 Mann (480 Mann Infanterie und 120 Reiter), bestehend aus 6 Centurien Infanterie mit jeweils 80 Mann sowie 4 Turmae Kavallerie mit jeweils 30 Reitern.

## Geschichte
Die Kohorte war in der frühen Kaiserzeit in der Provinz Moesia stationiert und wurde vermutlich um 62 n. Chr. zusammen mit der Legio V Macedonica in den Osten des röm. Reiches verlegt. Da sie auf keinem der Militärdiplome für die Provinz Syria aufgeführt ist, wird sie Syrien vor 88 verlassen haben.
Der erste Nachweis der Einheit in der Provinz Galatia et Cappadocia beruht auf einem Militärdiplom, das auf 101 n. Chr. datiert ist. In dem Diplom wird die Kohorte als Teil der Truppen (siehe Römische Streitkräfte in Cappadocia) aufgeführt, die in der Provinz stationiert waren. Sie war dann um 135 Teil der Streitkräfte, die Arrian für seinen Feldzug gegen die Alanen (ἔκταξις κατ᾽ Ἀλανῶν) mobilisierte. Arrian erwähnt in seinem Bericht eine Einheit, die er als οἱ Κυρηναῖοι bezeichnet.
Der letzte Nachweis der Kohorte beruht auf der Inschrift (AE 1888, 125), die auf 180/199 datiert ist.

## Standorte
Standorte der Kohorte sind nicht bekannt.

## Angehörige der Kohorte
Folgende Angehörige der Kohorte sind bekannt.

### Kommandeure
| - C(aius) Aelius Quirinus Domitianus Gaurus, ein Präfekt (um 180/199) (AE 1888, 125) - Gaius Vibius Quartus, ein Präfekt | - Publilius Memorialis, ein Präfekt (um 98/117) (AE 1896, 10) |